# Andricus rhyzomae
Andricus rhyzomae é uma espécie de insetos himenópteros, mais especificamente de vespas pertencente à família Cynipidae.
A autoridade científica da espécie é Hartig, tendo sido descrita no ano de 1843.
Trata-se de uma espécie presente no território português.